# Горишние Шеровцы
Гори́шние Шеровцы́ (укр. Горішні Шерівці) — село в Черновицком районе Черновицкой области Украины. Административный центр Горишнешеровецкой сельской общины
До 2020 года входило в Заставновский район
Население по переписи 2001 года составляло 2793 человека. Почтовый индекс — 59452. Телефонный код — 3737. Код КОАТУУ — 7321583301.
В Горишних Шеровцах находятся остатки древнейшей на Буковине княжеской крепости. Наиболее древние керамические комплексы Горишнешеровецкого городища датируются первой половиной X века. В Горишних Шеровцах укреплённые линии, построенные племенами поянешти-лукашевской культуры в II—I веках до н. э., активно использовались славяно-русским населением.